# Astragalus pamirensis
Astragalus pamirensis là một loài thực vật có hoa trong họ Đậu. Loài này được sensu Ovcz. & Rassulova miêu tả khoa học đầu tiên.